# 暁港駅
暁港駅（ぎょうこう-えき）は、中華人民共和国広東省広州市海珠区にいちする広州地下鉄8号線の駅。
2010年9月25日より、文化公園駅 - 暁港駅間が8号線として開通し、暁港駅 - 万勝囲駅間も8号線の路線となる。このため、2号線の江南西駅 - 万勝囲駅間は廃止され、それと同時に江南西駅 - 昌崗駅 - 広州新客駅間が開通した。

## 利用可能な鉄道路線
- 広州市地下鉄道総合公司
  - 8号線

## 歴史
- 2002年12月29日 - 開業。

## 隣の駅
■広州地下鉄8号線
中大駅 - 暁港駅 - 昌崗駅